# Fréjustunneln
Fréjustunneln är egentligen två tunnlar, en vägtunnel och en järnvägstunnel. Tunnlarna går under Alperna mellan Frankrike och Italien, längs vägen mellan Lyon och Turin.

## Vägtunnel
Vägtunneln, som invigdes år 1980,

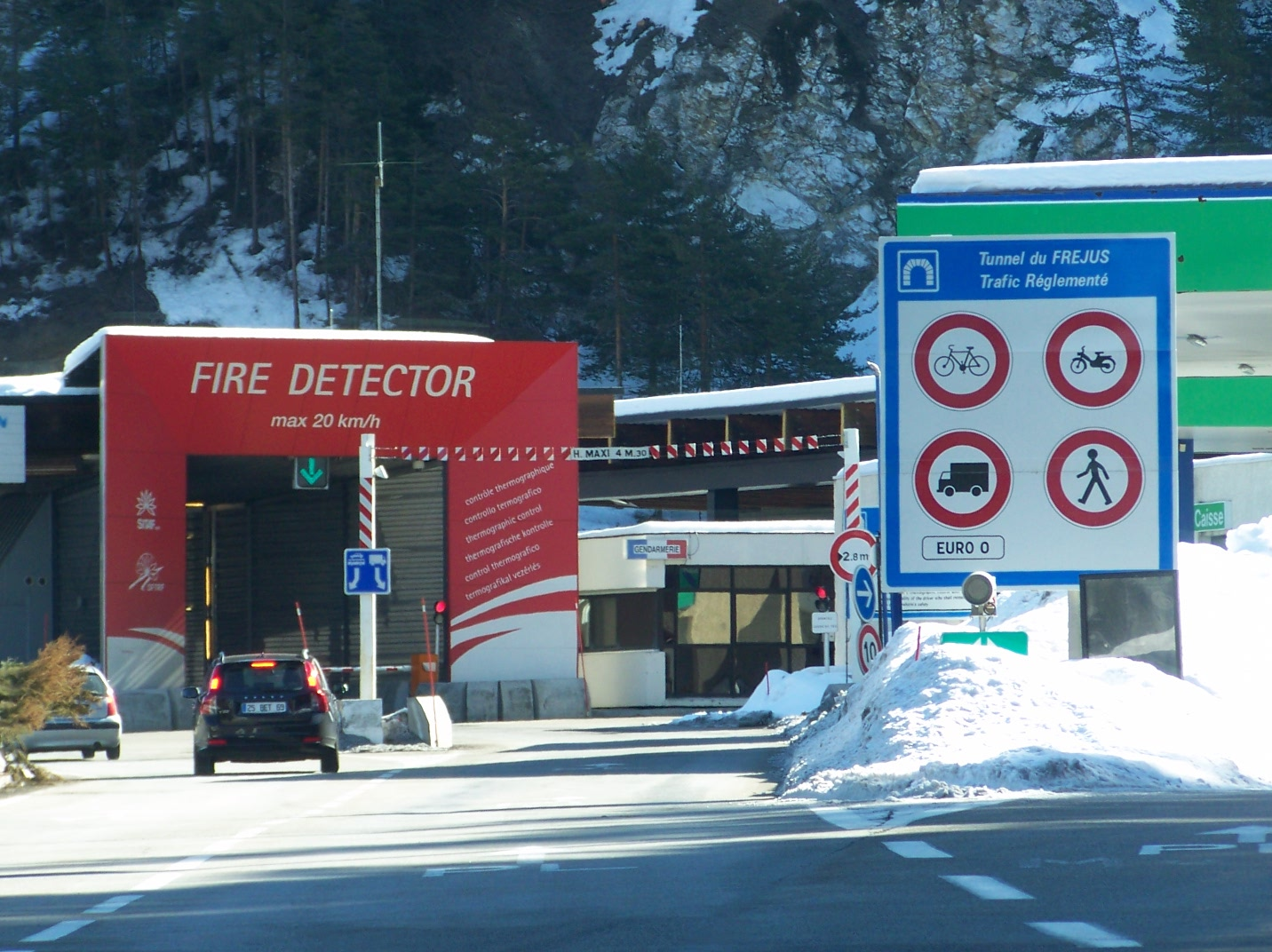
Vägtunneln från franska sidan

 är 12,9 km lång (ett tunnelrör). Europaväg 70 följer tunneln. Den 5 juni 2005 uppstod en brand i tunneln efter att två lastbilar hade kolliderat. Två personer dog och tunneln var stängd i mer än två månader.

## Järnvägstunnel

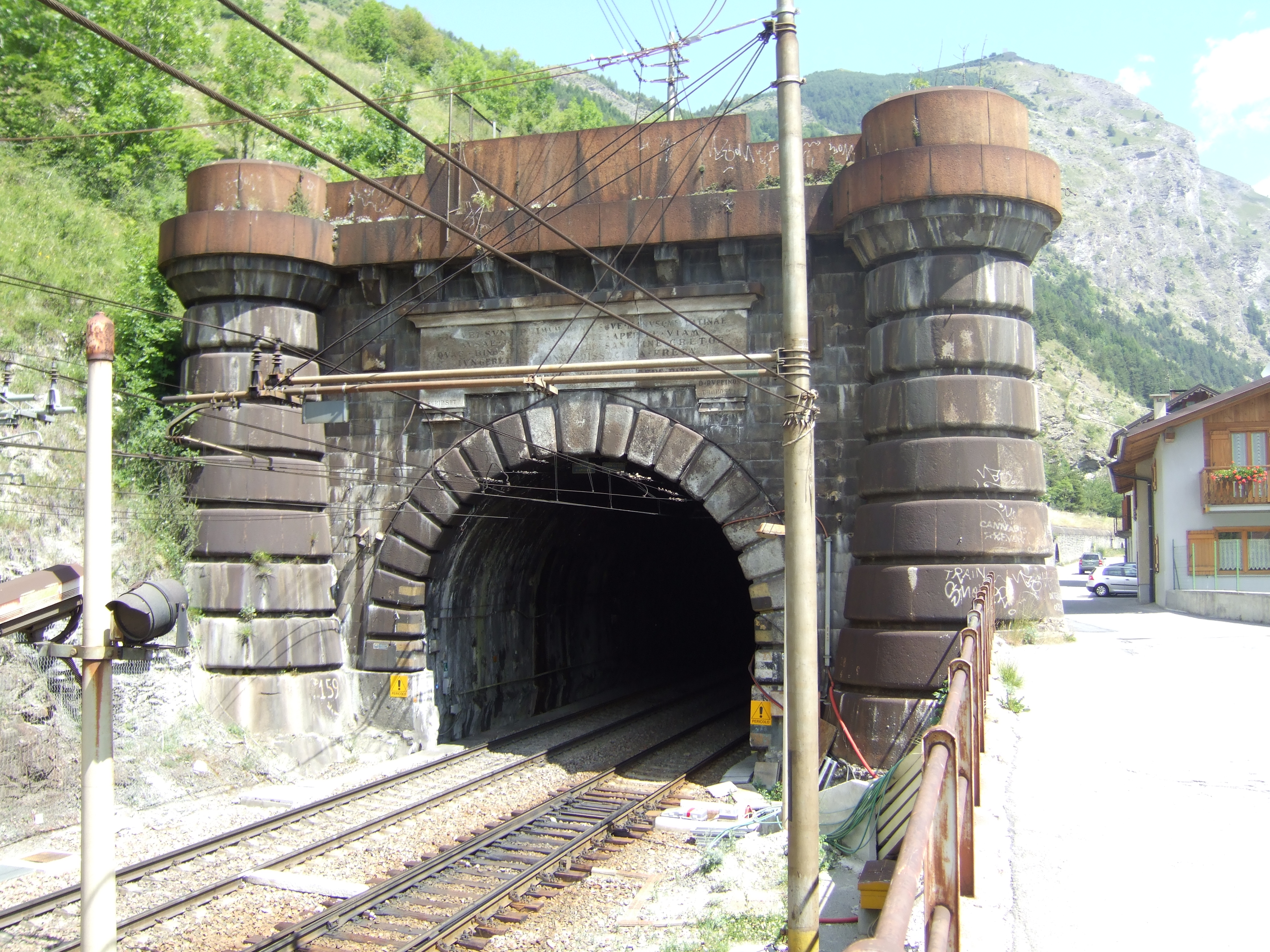
Mont-Cenistunneln från italienska sidan

Järnvägstunneln, även kallad Mont-Cenistunneln, är 13,7 km och har ett tunnelrör med dubbla spår. Järnvägstunnelns norra ände är belägen i Modane i departementet Savoie vid 45°12′17″N 6°41′1″Ö / 45.20472°N 6.68361°Ö och dess södra ände i Bardonecchia i provinsen Turin vid 45°4′54″N 6°42′33″Ö / 45.08167°N 6.70917°Ö.
Järnvägstunneln bygges 1861-70.
År 1917 spårade ett franskt trupptransporttåg ur varvid omkring 427 personer omkom. Se vidare Järnvägsolyckan i Mont Cenistunneln.